# Història de l'Àsia central

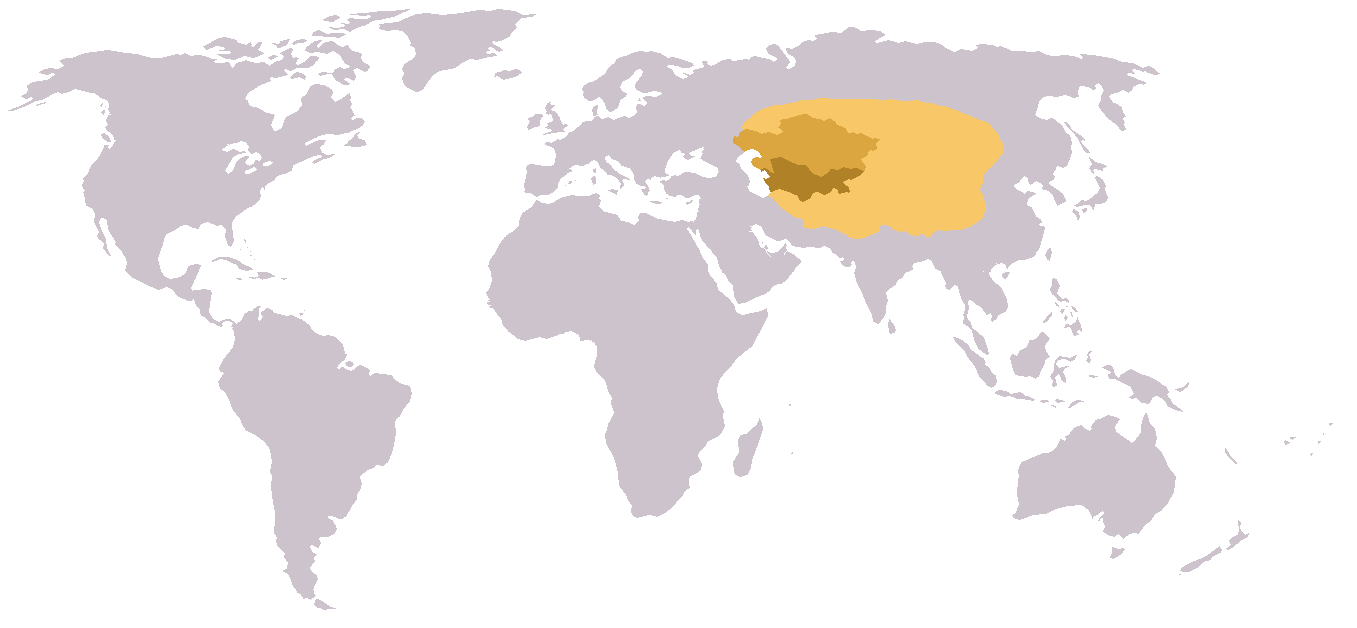
L'Àsia central situada com una regió del món segons tres criteris, de fosc a clar: denominació soviètica, denominació moderna habitual, UNESCO.

La història de l'Àsia central ha estat condicionada principalment pel clima i la geografia de la zona. L'aridesa de la regió dificulta la pràctica de l'agricultura i la seva distància al Mar l'aïlla molt del comerç. En conseqüència només s'han format unes poques ciutats de gran grandària, i l'àrea va estar dominada durant mil·lennis pels pobles nòmades de l'estepa.
Les relacions entre els nòmades de l'estepa i la població sedentària de l'Àsia central van ser durant molt temps conflictives. L'estil de vida nòmada s'adaptava molt bé a la pràctica de la guerra i els genets de l'estepa van ser un dels pobles del món amb major potencial militar, encara que estaven limitats per la falta d'unitat interna. En les ocasions en què moltes tribus van quedar sota el comandament de grans líders van crear exèrcits gairebé imparables, com en la invasió d'Europa empresa pels huns, els atacs Wu Hu a la Xina i sobretot la conquesta de bona part d'Euràsia pels mongols.
El domini dels nòmades va acabar al segle xvi, quan les armes de foc van permetre als pobles sedentaris controlar la regió. Des de llavors Rússia, la Xina i altres potències es van expandir per la regió i van arribar a prendre el control de la major part de l'Àsia central a finals del segle xix. Després de la Revolució Russa, la majoria de les regions de l'Àsia central van ser incorporades a la Unió Soviètica; només Mongòlia va romandre independent, encara que en la pràctica era un estat satèl·lit. Les zones soviètiques de l'Àsia central es van industrialitzar i es va construir molta infraestructura però al mateix temps es van suprimir les cultures locals, i es van produir centenars de milers de morts en programes de col·lectivització fallits.
Després del col·lapse de la Unió Soviètica, cinc països de l'Àsia central van obtenir la independència. En aquests nous estats bona part del poder està en mans d'antics oficials soviètics. Cap d'aquestes repúbliques es pot considerar una democràcia. La resta de les regions de l'Àsia central formen part de la Xina.

## Prehistòria
Recents estudis genètics han conclòs que els primers homes que van arribar a la regió ho van fer fa entre 40.000 i 50.000 anys, sent una de les primeres zones amb assentaments humans. No obstant això, les proves arqueològiques de la població de l'Àsia central són escasses, mentre que les proves de l'arribada de l'home a Àfrica i Austràlia en èpoques anteriors són ben conegudes. Alguns estudis han identificat aquesta regió com l'origen més probable de les poblacions que més tard habitarien Europa, Sibèria i Amèrica del Nord. També es considera sovint a la regió com el lloc d'on prové l'arrel de les llengües indoeuropees.
La domesticació del cavall va començar a l'Àsia central en el IV mil·lenni aC. Els cavalls (en realitat, ponis) se seleccionaven segons la seva força, i cap al II mil·lenni a.C. eren prou forts com per estirar carros, el que va propiciar el nomadisme, una forma de vida que dominaria la regió durant diversos mil·lennis.

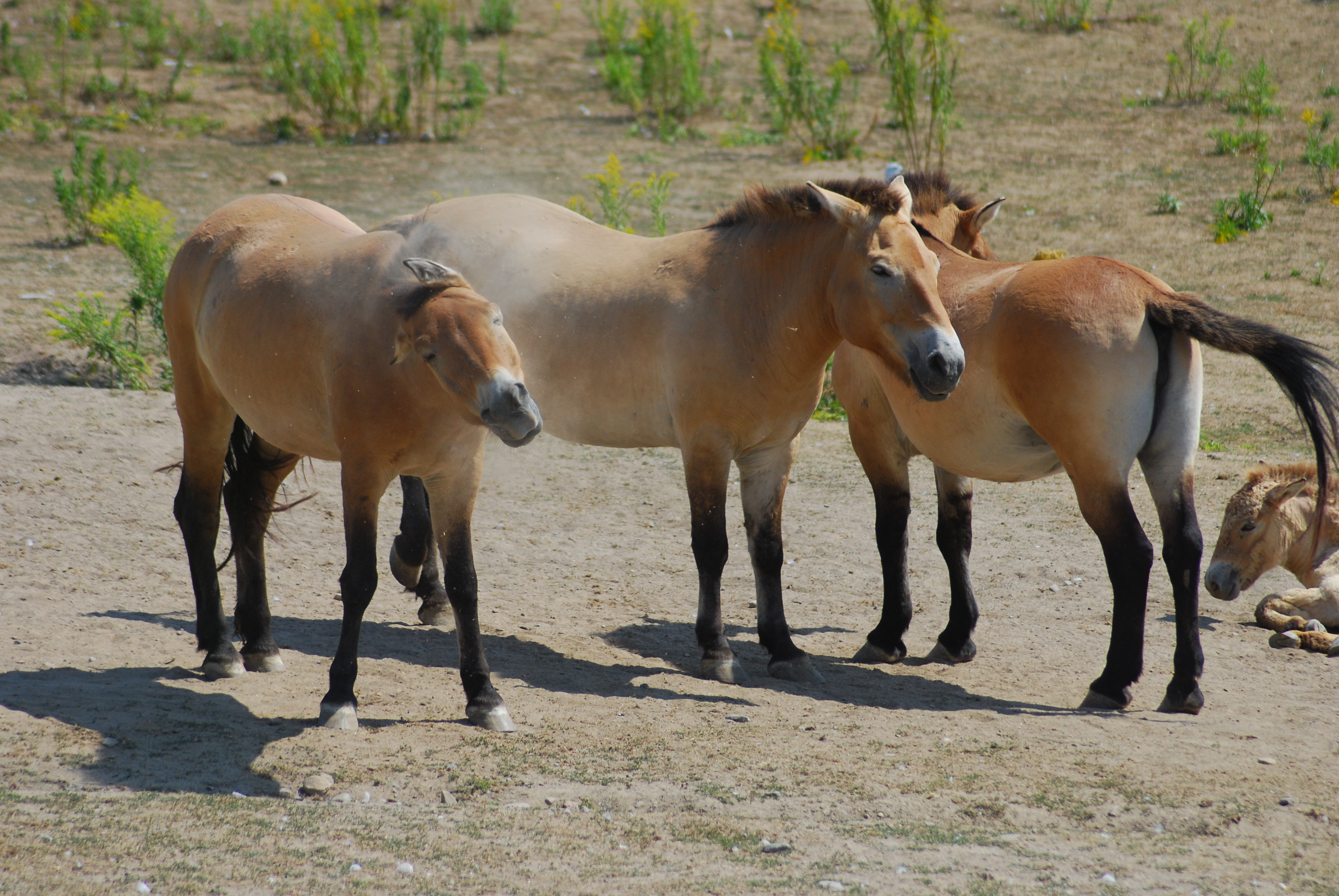
Cavall de Przewalski (Equus przewalskii), també conegut com a cavall salvatge mongol, és probablement l'ancestre dels primers cavalls domèstics.

Els grups nòmades tenien cura de ramats d'ovelles, cabres, cavalls i camells, i emprenien migracions anuals a la recerca de noves pastures (una pràctica coneguda com a transhumància). La gent vivia en iurtes, tendes fetes de pells i fusta que podien desmuntar i transportar, amb espai per a unes cinc persones.
Mentre que les àrides planes estaven sota el domini dels nòmades, en les zones més humides van sorgir petites ciutats estat i societats agràries sedentàries. El complex arqueològic Bactria-Margiana de principis del II mil·lenni a.C. va ser la primera civilització sedentària de la regió. Els seus habitants practicaven el cultiu per irrigació del blat i l'ordi i, possiblement, coneixien algun tipus d'escriptura. Així mateix, és probable que s'hagin relacionat amb els nòmades de l'edat del bronze de la cultura Andronovo, els inventors dels carros de rodes radials, que vivien al nord de Sibèria occidental, Rússia, i algunes zones del Kazakhstan, cultura que va persistir fins al I mil·lenni aC. Aquestes cultures, particularment la Bactria-Margiana, s'han apuntat com a possibles representants de la hipotètica cultura ària, que seria origen de les llengües ural-altaiques i indús-iranianes.
Posteriorment, les ciutats estat sogdianes de la Vall de Ferganà van tenir gran importància. Aquestes ciutats, després del segle I a.C., van allotjar als comerciants de la ruta de la seda i es van enriquir amb el comerç. En aquell temps els nòmades de l'estepa depenien dels pobles sedentaris per procurar-se un ampli ventall de béns que d'una altra manera no podien produir. Els nòmades comerciaven quan podien, però com en general no produïen béns que poguessin interessar als habitants dels assentaments permanents van practicar amb freqüència els saquejos.
Les estepes van ser poblades per una àmplia varietat de pobles. Entre els pobles nòmades de l'Àsia central es compten els huns i altres pobles turcs, els perses, els tocaris, altres grups que parlaven llengües indoeuropees i alguns grups de mongols. Malgrat les diferències ètniques i lingüístiques, l'estil de vida de l'estepa va propiciar l'adopció d'una cultura molt similar al llarg de la regió.

## Influències externes
En el primer i segon mil·lenni a.C. es van desenvolupar una sèrie d'estats extensos i poderosos en la perifèria meridional de l'Àsia central. Aquests imperis van intentar conquerir els pobles de l'estepa moltes vegades amb èxit parcial. Tant els medes com la dinastia aquemènida van dominar parts de l'Àsia central. Els estats xinesos també van intentar amb freqüència estendre els seus dominis cap a l'oest, però tot i el seu poder militar van descobrir que era gairebé impossible conquerir als nòmades, que quan es trobaven amb un gran exèrcit podien endinsar-se en l'estepa i esperar que les tropes invasores marxessin. Sense ciutats i sense més riquesa que el bestiar, que es portaven amb ells, no tenien res que haguessin de defensar. Heròdot relata un exemple d'aquesta situació en la seva detallada crònica de la futilitat de les campanyes perses contra els escites.

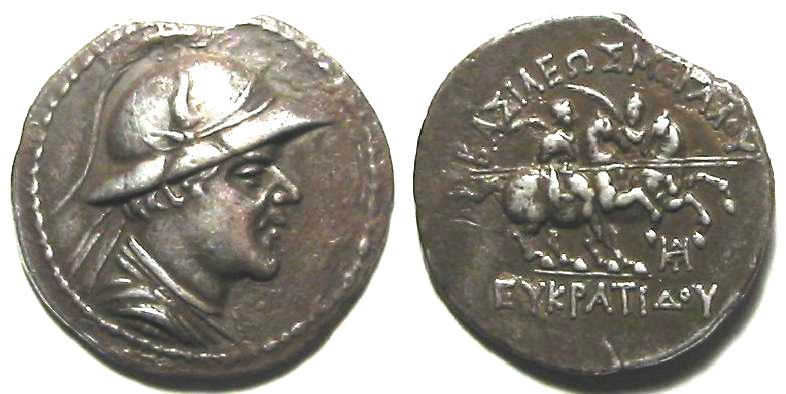
Tetradracma d'Eucràtides I de Bactriana, rei del regne grec de Bactriana (171-145 aC)

Alguns imperis van fer incursions més profundes a l'Àsia central, trobant ciutats que van poder conquerir i prendre així el control de les rutes comercials. Les conquestes d'Alexandre el Gran van estendre la civilització hel·lenística fins a Alexandria Esxate ("l'Última Alexandria", actual Kokand, Tadjikistan), fundada l'any 329 aC. Després de la mort d'Alexandre l'any 323 aC, el seu successor en aquest territori va caure derrotat davant de l'Imperi Selèucida durant les Guerres dels Diàdocs. El 250 aC la part de l'Imperi de Bactriana a l'Àsia central es va independitzar per formar el regne grec de Bactriana, que va tenir molt contacte amb l'Índia i la Xina fins al seu final el 125 aC. El regne grec de l'Índia, establert principalment a la regió del Panjab però que governava bona part de l'Afganistan, va ser pioner en el desenvolupament del grecobudisme. El Regne de Kush va cobrar força en la regió des del segle ii aC al IV, i va continuar la tradició hel·lenística i budista. Aquests estats van prosperar gràcies a la Ruta de la Seda, que creuava la regió i unia la Xina amb Europa. Més tard la zona cauria sota el domini d'altres potències, com l'Imperi Sassànida.
Una d'aquestes potències, L'Imperi Part, es va originar a L'Àsia central, però va adoptar les tradicions culturals perses, situació que es donaria sovint en la història: pobles nòmades originaris de l'Àsia central conquereixen el regne i imperis circumdants, però ràpidament adopten la cultura dels pobles conquerits.
Per aquesta època, l'Àsia central era una zona heterogènia amb barreges de cultures i religions. El budisme seguia sent la religió majoritària, però els seus fidels es concentraven a l'est. A Pèrsia va cobrar importància el zoroastrisme. El cristianisme nestorià va penetrar a la regió, però mai va passar de la condició de culte minoritari. El maniqueisme, en canvi, va tenir millor acollida i va arribar a ser la tercera religió en importància. Molts habitants de l'Àsia central eren practicants de més d'una religió, i a més gairebé tots els cultes estaven influïts per tradicions xamàniques locals. Al segle VIII l'islam va entrar a la zona i en poc temps seria la religió majoritària, encara que el budisme va persistir amb vigor a l'est. Els nòmades del desert d'Aràbia podien comparar-se militarment amb els nòmades de l'estepa i després d'una sèrie de victòries les primeres dinasties àrabs van obtenir el control de grans zones de l'Àsia central. La invasió àrab també va minar la influència xinesa a la part occidental de l'Àsia central. A la batalla de Talas els exèrcits àrabs van derrotar definitivament a les forces de la dinastia Tang i com a conseqüència els pobles originaris de l'Orient Mitjà dominarien la regió.
La gran efectivitat militar i de la complexitat estratègica de la invasió àrab de l'Àsia central van ser causades pel fet que l'avanç va ser dirigit simultàniament seguint dues vies de comunicació separades entre si que convergien. L'exèrcit reial persa va ser derrotat fins al punt de l'extermini pels àrabs a la batalla de Nehavend (l'any 642) implicant la fi de la resistència persa, que estava organitzada centralment, i que l'últim rei sassànida, Yazdagird III, es convertira en un fugitiu. Les autoritats locals van oferir una resistència esporàdica que rarament resultà efectiva. El 649 dos forces avançaren cap al territori controlat pel marzban persa de Tus: les forces del governador de Kufa, Salid ben al-'As, per la ruta que anava des de Hamadan i Ray fins a Jurjan i Gran Khorasan i les forces del governador àrab de Bàssora (Basra), Abdullah ben'Amir, des de l'àrea situada a través de Fars i Kirman cap a l'oasi de Tabas, i en direcció a Nixapur i Marv. El marzban persa de Tus envià una carta a aquest governadors dient que rendia la província de Tus al primer que hi arribara.

## El ressorgir dels nòmades

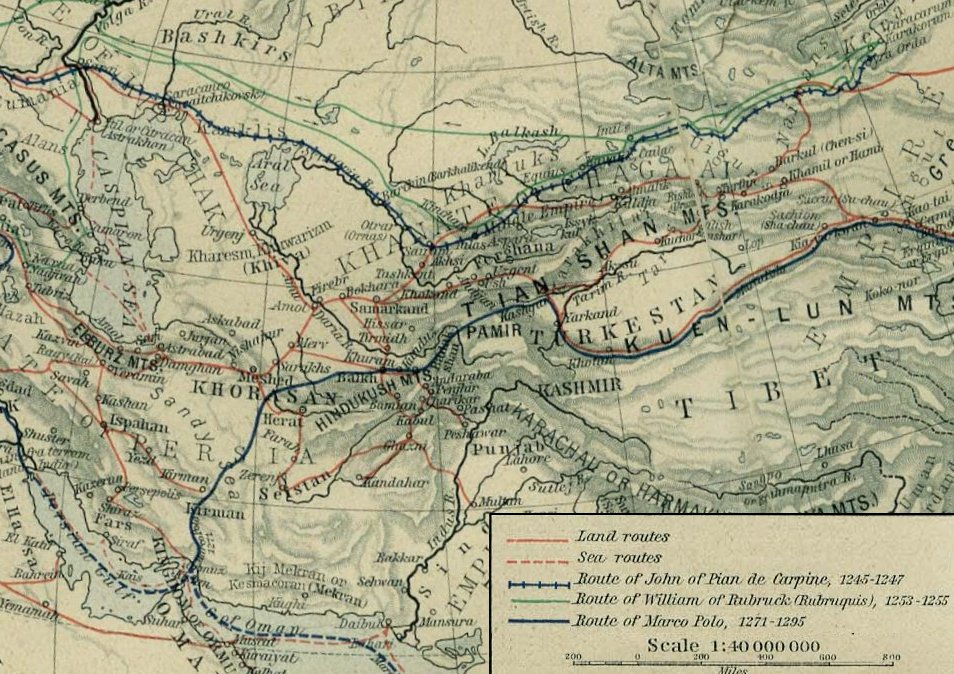
Mapa que mostra les tres rutes comercials més importants de l'Àsia central al.

Amb el transcurs del temps, segons es van introduir noves tecnologies a la regió, els genets nòmades es van tornar més poderosos. Els escites van descobrir la cadira de muntar, i en l'època dels alans es van començar a fer servir estreps. Els cavalls havien continuat sent seleccionats, i van arribar a tenir la mida i la robustesa necessàries perquè no fessin falta carros, ja que els cavalls podien dur a homes sense dificultat. Això va incrementar enormement la mobilitat dels nòmades, i a més els va permetre governar als cavalls sense haver d'usar les mans, que quedaven lliures per disparar arcs. Mitjançant uns petits però potents arcs compostos, els pobles de l'estepa van arribar a ser la força militar més poderosa del món. A partir de certa edat s'entrenava a gairebé tots els homes a la muntanya i l'ús de l'arc, habilitats necessàries per sobreviure a l'estepa, de manera que a l'edat adulta podien disparar a cavall amb total naturalitat. A més, els genets arquers tenien una mobilitat major a la de qualsevol altre exèrcit de l'època, ja que eren capaços de viatjar 60 quilòmetres al dia sense problemes.
Els pobles de l'estepa van dominar ràpidament l'Àsia central, obligant a les ciutats estat i als regnes a triar entre rendir homenatge o enfrontar-se a l'aniquilació. No obstant això, la capacitat militar dels pobles de l'estepa estava limitada per la manca d'una estructura política entre les tribus. De vegades es formarien confederacions entre diversos grups sota el comandament d'un kan. Quan es coordinaven grans grups de nòmades constituïen una força terrible, com va passar quan els huns van arribar a l'Europa occidental, però com la tradició dictava que els dominis conquerits s'havien de dividir i posar cada un sota el comandament d'un dels fills del kan aquests imperis s'enfonsaven tan ràpid com s'havien format.
Després de l'expulsió de les forces foranes es van formar molts imperis governats per nadius de l'Àsia central. Els heftalites van ser el poble més poderós d'entre aquests grups de nòmades en els segles vi i vii i van governar la major part de la zona. En els segles x i xi la regió es va dividir en molts estats poderosos, com els samànides, els seljúcides i l'imperi corasmi, però tots van tenir una curta vida. La potència més espectacular que va aparèixer a l'Àsia central va ser quan Genguis Kan va unir les tribus de Mongòlia. Mitjançant l'ús d'unes tècniques militars superiors a les de la resta, l'Imperi Mongol es va difondre fins a comprendre gairebé tota l'Àsia central, així com grans zones de la Xina, Rússia i l'Orient Mitjà. Després de Temujin (nom original de Genguis Kan), la major part de l'Àsia central va continuar sota el comandament del seu successor, Txagatai Khan, encara que durant poc temps, ja que el 1369 Tamerlà, un líder turc amb coneixement de les tàctiques militars mongoles, va conquerir la major part de la regió.
Governar les terres conquerides més enllà de l'estepa resultava fins i tot més difícil que mantenir els pobles interns units. Encara que per als pobles de l'estepa resultava senzill conquerir noves terres, el seu govern els resultava gairebé impossible. L'estructura política de les confederacions de l'estepa s'adaptava malament a les organitzacions complexes dels pobles conquerits. A més, els exèrcits dels nòmades estaven constituïts per grans nombres de cavalls, normalment tres o quatre per guerrer. Mantenir aquests exèrcits requeria grans pastures que trobaven amb dificultat fora de l'estepa, així que si es quedaven llargues temporades a les zones conquerides els exèrcits es debilitaven gradualment. Per governar als pobles sedentaris havien de confiar en la burocràcia local, el que portava a la ràpida assimilació dels nòmades en la cultura dels pobles conquerits. Una altra limitació d'importància era que els exèrcits, en bona part, eren incapaços de penetrar en les zones boscoses del nord, de manera que estats com la República de Nóvgorod i el Principat de Moscou van començar a tornar-se poderosos.
Al segle xiv la major part de l'Àsia central, entre altres regions, va ser conquerida per Tamerlà. Però el seu gran imperi es va enfonsar poc després de la seva mort. Llavors la regió es va dividir en petits kanats, com el de Jiva, el de Bukharà, el de Kokand, i el de Kaixgar.

## La conquesta de l'estepa
La forma de vida de la zona, que havia estat pràcticament inalterada des de l'any 500 aC va començar a desaparèixer després de l'any 1500. Durant els segles XIV i XV es va desenvolupar la navegació i els europeus, que havien deixat de beneficiar-se de la Ruta de la Seda en trobar el seu extrem occidental sota govern dels musulmans, van establir les primeres rutes oceàniques. Gradualment, el comerç entre l'Àsia oriental, l'Índia, Europa i l'Orient mitjà es va dur a terme en les rutes marítimes, en què l'Àsia central no podia participar. La desunió de la regió després de la caiguda de l'Imperi Mongol va tornar el comerç per la Ruta de la Seda més perillós i impredictible, així que a poc a poc aquesta font de riquesa va anar decaient.

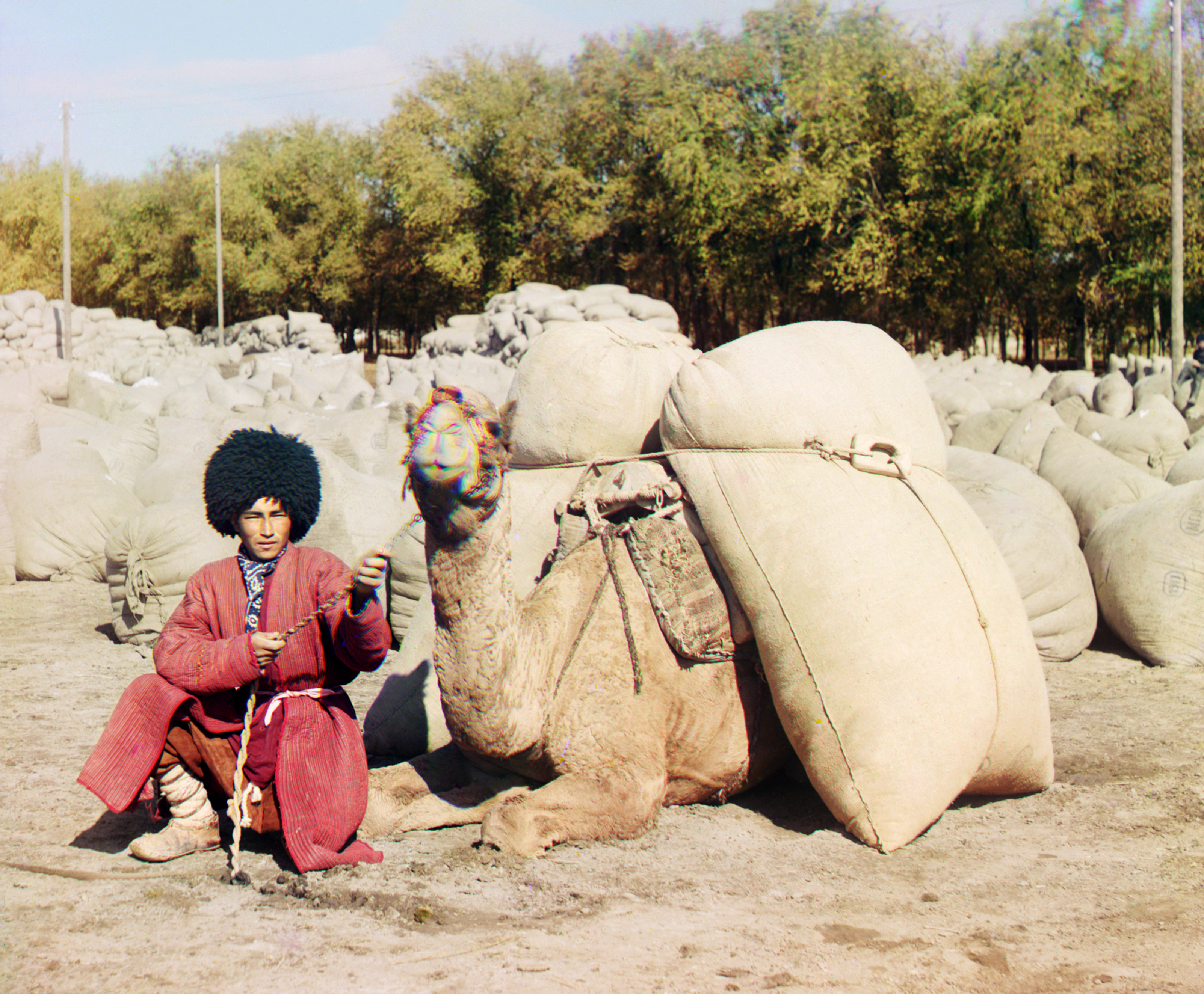
Un home turcman amb la seva indumentària tradicional, entre 1905 i 1915.

Encara més rellevant va ser la invenció de les armes de foc, introduïdes al segle xvi. La revolució de la pólvora va permetre als pobles sedentaris derrotar els genets de l'estepa en combat obert per primera vegada. Per a la construcció d'aquestes armes eren imprescindibles la infraestructura i l'economia de les societats complexes, així que els nòmades eren incapaços de produir-les. El domini dels nòmades es va ressentir greument, i a principis del segle xv els pobles sedentaris van anar conquerint gradualment l'Àsia central.
L'últim imperi de l'estepa va ser el dels zungars, que van conquerir gran part del Turquestan i Mongòlia. Però, com a símptoma dels canvis que s'estaven esdevenint, no van estar a l'altura de les forces xineses i van ser derrotats pels exèrcits de la dinastia Manxú. Al segle xviii els emperadors manxús, originaris de la part oriental de l'estepa, van conquerir la part occidental i Mongòlia, prenent el control del Xinjiang el 1758. L'amenaça mongola s'havia superat i la Xina es va annexionar gran part de la Mongòlia interior. Els dominis xinesos van arribar al cor de l'Àsia central i incloïen el Kanat de Kokand, que va rendir homenatge a Pequín. La Mongòlia Exterior i el Xinjiang no es van convertir en províncies de l'imperi xinès, sinó que van ser administrades directament per la dinastia Manxú. En no haver governador provincial els governants locals mantenien molts dels seus poders. Aquestes condicions especials van ser un obstacle per a l'emigració des de la resta de la Xina a la regió. Pèrsia també va començar a expandir-se al nord, especialment sota el regnat de Nadir Shah, que va estendre les fronteres perses més enllà de l'Amudarià. No obstant això, després de la seva mort l'Imperi Persa es va esmicolar i el seu territori va passar al control de la Gran Bretanya i Rússia.
Els russos també es van expandir cap al sud, primer transformant l'estepa ucraïnesa en terres de cultiu, i més tard a les vores de les estepes kazakhs, començant amb la fundació de la fortalesa d'Orenburg. La lenta conquesta del cor de l'Àsia central va començar al segle xix, encara que Pere el Gran havia enviat una expedició fallida contra Jiva el 1720. Al segle xix poc podien fer els nadius per resistir davant l'avanç rus, encara que els kazakhs van aconseguir algunes victòries en la dècada de 1820 sota el comandament de Kenesary Kasímov. No obstant això, fins al 1870 la influència russa va ser mínima, ja que no van canviar la forma de vida dels nadius ni les seves formes de govern. Amb la conquesta del Turquestan després del 1865 i els consegüents esforços per assegurar la frontera, els russos van anar expropiant gradualment grans parts de l'estepa per donar-les als grangers russos, que van començar a arribar en grans quantitats. Aquest procés en principi es va limitar a les vores septentrionals de l'estepa, i no va ser fins a la dècada de 1890 quan un nombre considerable de russos van començar a establir-se més al sud, especialment a Semirechie.

## El Turquestan sota control estranger

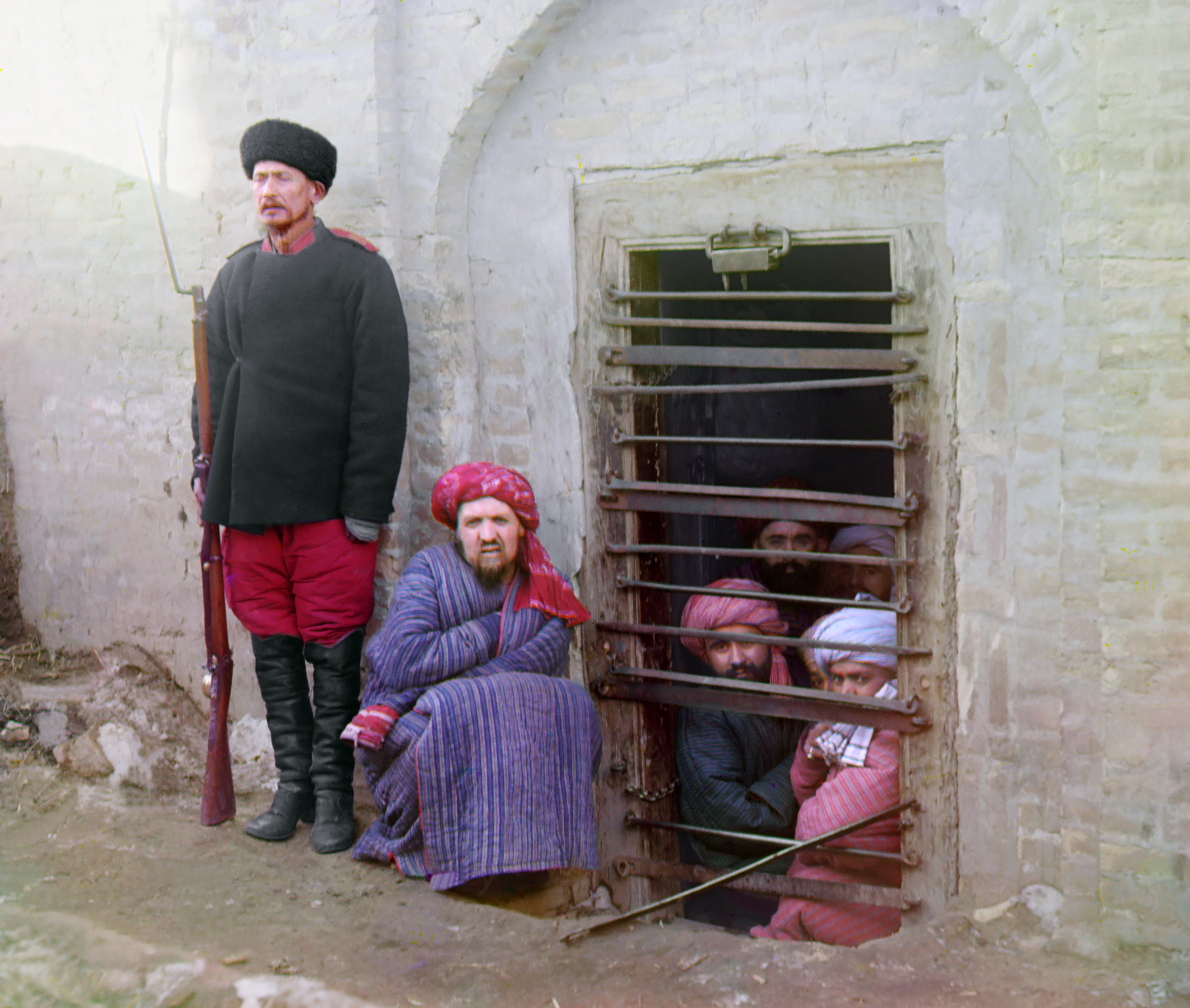
Presoners en una zindan, una presó tradicional de l'Àsia central, en el protectorat de Bukara sota el control de la Rússia Imperial (1910).

### Les campanyes russes
Les tropes dels kanats estaven pobrament equipades i podien fer ben poc per resistir l'avanç dels exèrcits del Tsar, encara que Alimqul, el comandant del Kokand va liderar una campanya quixotesca abans de morir a prop de Ximkent. L'oposició principal a l'expansió russa al Turquestan Rus va provenir dels britànics que consideraven que Rússia s'estava tornant massa poderosa i començava a amenaçar la frontera nord-oest de l'Índia Britànica. Aquesta rivalitat va prendre el nom d'El Gran Joc. En aquest període l'Afganistan va tenir una gran importància estratègica, ja que era l'únic estat que separava a Rússia de l'Índia Britànica.
Després de la caiguda de Taixkent sota les forces del General Cherniev el 1885, Khujand, Djizak i Samarcanda van ser derrotades també per Rússia durant els següents tres anys, i el Kanat de Kokand i l'Emirat de Bukharà van patir també diverses derrotes. El 1867 el Turkestan rus va ser posat sota el comandament d'un Governador General, Konstantin Petrovich von Kaufman, amb seu a Taixkent. El 1881-85 la regió de Transcàspia va ser també annexada en el transcurs d'una campanya liderada pels generals Annenkov i Mikhaïl Skobeliev, i Asjabad, Merv i Pendjeh també van caure davant l'avanç rus. L'expansió russa es va aturar el 1887 quan va delinear al costat de la Gran Bretanya la frontera nord de l'Afganistan. Bukharà i el Kanat de Khivà van quedar com regions gairebé independents encara que en essència eren protectorats de l'Índia Britànica. Encara que la conquesta va ser realitzada per raons d'estratègia militar, en les dècades de 1870 i 1880 el Turquestan Rus va exercir un paper econòmic d'importància a l'Imperi Rus, ja que a causa de la Guerra Civil Nord-americana el preu del cotó va experimentar una alça considerable, i d'aquesta forma aquest cultiu va anar implantant-se en la regió, encara que a una escala molt menor que durant el període soviètic. El comerç de cotó va comportar inversions, com la construcció del ferrocarril Transcaspià des del Turkmenistan (en rus Krasnovodsk) fins a Samarcanda i Taixkent, i el ferrocarril Transaralià des d'Orenburg fins a Taixkent. A llarg termini es va desenvolupar un monocultiu del cotó que tornaria al Turkestan dependent de la importació d'aliments des de Sibèria. Els governants russos van romandre a distància dels habitants locals, preocupant-se només de la minoria d'habitants russos de la regió, ja que els musulmans locals no eren considerats com plens ciutadans russos, no tenien els privilegis dels russos, ni les mateixes obligacions, com el servei militar. El règim del Tsar va deixar intactes elements substancials dels règims anteriors, així que les viles pràcticament s'autogovernaven.

### La influència xinesa
Els tumults interns van dificultar l'expansió de la Xina al segle xix. El 1867 Yakub Beg va liderar una rebel·lió que va tornar la independència a Xinjiang. Les rebel·lions de Taiping i Nian al cor de l'imperi van impedir als xinesos recuperar el control sobre aquesta zona. En canvi, Rússia es va expandir a la seva costa, annexionant-se les valls del Xu i el Li i la ciutat de Kuldkja, que estaven en mans de l'imperi xinès. Després de la mort de Yakub Beg el 1877 el seu estat es va desplomar i la Xina va reconquerir la zona. Kuldja va tornar sota el comandament de Pequín després de llargues negociacions el 1884.

### Revolta i revolució
Durant la Primera Guerra Mundial es va abolir l'exempció dels musulmans al servei militar, fet que va desencadenar la Revolta de l'Àsia central el 1916. Quan va esclatar la Revolució russa del 1917 es va reunir un govern provisional de reformistes Jadid, coneguts com el Concili Musulmà de Turkestan es van reunir a Kokand i van declarar l'autonomia del Turkestan. Aquest nou govern va ser ràpidament aixafat per les forces del Soviet de Taixkent, moviment amb el qual es va aprofitar per envair els estats semiautònoms de Bukharà i Jiva. Les forces independentistes van ser derrotades amb rapidesa, però les guerrilles van continuar lluitant amb els comunistes fins al 1924. Mongòlia també va ser escombrada per la revolució comunista i, encara que mai va ser una república soviètica, acabaria sent una República Popular el 1924.
L'Exèrcit Roig amenaçava d'envair el Turkestan xinès, així que el governador de la regió va accedir a col·laborar amb els soviets. La creació de la República de la Xina el 1911 i el tumult general consegüent va afectar les seves possessions a l'Àsia central. El control de la regió per part del Kuomintang era feble, ja que estava amenaçat tant pels separatistes islàmics com pels comunistes. Finalment la regió es va independitzar sota el control del governador provincial. En lloc d'envair-la, la Unió Soviètica va establir una xarxa de consolats a la regió i va enviar ajuda i consellers tècnics. El 1930 les relacions del governador del Xianjiang amb Moscou eren molt més importants que amb Nanquín. La Guerra Civil Xinesa va desestabilitzar encara més la regió, el que van aprofitar els nacionalistes per buscar la independència. El 1933 es va establir la Primera República del Turkestan Oriental, però aviat va ser abatuda per les tropes soviètiques. Després de la invasió alemanya de la Unió Soviètica el 1941, el governador Sheng Shih-ta'ai del Xingjiang va jugar la seva basa i va trencar les relacions amb Moscou, aliant-se amb el Kumintang, el que va conduir a la regió a una guerra civil. Finalment, Sheng va ser forçat a abandonar el país i després del retorn dels soviets es va formar la Segona República del Turkestan Oriental. Aquest estat va ser annexionat a la República Popular de la Xina el 1949.

## La dominació soviètica i xinesa
El 1918 els bolxevics van establir les Repúbliques Socialistes Soviètiques Autònomes de República Socialista Soviètica Autònoma de Turquestan, República Socialista Soviètica Autònoma de Bukharà i República Socialista Soviètica Autònoma de Jiva. El 1919 es va disposar la Comissió conciliadora per a Assumptes del Turquestan, en un intent de millorar les relacions del poble oriünd amb els comunistes. També es van introduir noves polítiques respecte als costums i la religió. El 1920 es va establir la República Socialista Soviètica Autònoma del Kirguizstan al territori del Kazakhstan actual, i li va canviar el nom a República Socialista Soviètica del Kazakhstan el 1925. El 1924, els soviètics van crear la República Socialista Soviètica de l'Uzbekistan i la República Socialista Soviètica del Turkmenistan. El 1929 la República Socialista Soviètica del Tadjikistan es va separar de la República Socialista Soviètica de l'Uzbekistan. L'Oblast Autònom del Kirguizstan va passar a ser una República Socialista Soviètica el 1936.
Les fronteres resultants tenien poc a veure amb les divisions ètniques o històriques de la regió, però els soviètics van estimar important dividir la regió, ja que van pensar que així limitaven les amenaces del panturquisme i el panislamisme. Sota el control dels soviets, es van registrar les diferències entre les diferents llengües i cultures, diferències que es van fomentar. També es va introduir el sistema d'escriptura cirílic per trencar els enllaços tradicionals de la regió amb l'Iran i Turquia, i es va tancar la frontera sud, redirigint tot el comerç a través de Rússia.
Sota el govern de Stalin com a mínim un milió de persones, la major part de l'RSS del Kazakhstan, van morir, i es va atacar l'Islam. A la Segona Guerra Mundial es van traslladar milions de refugiats i centenars de fàbriques a la relativament segura Àsia central, i la regió va passar a ser una part important del complex industrial soviètic. També es van situar a la regió moltes instal·lacions militars, incloent instal·lacions per a la realització de proves nuclears i el Cosmòdrom de Baikonur. La Campanya de les Terres Verges, que va començar el 1954, va ser un programa de relocalització massiva d'agricultors que va portar a més de 300.000 persones, la major part ucraïnesos, al nord de l'RSS del Kazakhstan. Això va comportar grans canvis a la composició ètnica de la regió. Des de la dècada de 1950 també es va produir una gran migració de l'ètnia han cap al Turquestan Oriental, el Tibet i la Mongòlia Interior.
També es van produir situacions similars al Xinjiang i a la resta de la Xina Occidental, que van passar a estar sota el control del Partit Comunista de la Xina. A la zona es van implantar diversos plans de desenvolupament, i l'economia es va concentrar en la producció de cotó, com passava a la zona soviètica. Aquestes reformes estaven supervisades pels Cossos de Producció i Construcció del Xinjiang, que també va impulsar la migració dels Han. Aquesta migració va arribar a tenir grans proporcions, l'any 2000 el 40% de la població era d'ètnia Han. De la mateixa manera que sota el govern soviètic es van protegir les diferències locals, a Xinjiang se li va garantir l'autonomia. No obstant això, es va perseguir l'islam amb afany, especialment durant la Revolució Cultural. Anàlogament a la situació soviètica, molts habitants de la zona sota control xinès van morir a causa de polítiques agràries fallides.

## Després del 1991
Impulsats per la Perestroika, del 1988 al 1992 van aparèixer per primera vegada la llibertat de premsa i els sistemes multipartit a les repúbliques de l'Àsia central. No obstant això, aquests símptomes de canvi, que Svat Soucek va anomenar "el ressorgiment de l'Àsia central", van tenir una vida molt curta, ja que tan bon punt es van independitzar, el poder va recaure en ex-oficials comunistes. Des de la independència dels estats, a diferència dels estats post-soviètics d'altres regions del món, no es va desenvolupar el liberalisme i la democràcia, sinó un autoritarisme, el qual un informe publicat el 2015 informa que es troba consolidat.
En els primers anys cap estat va experimentar una repressió tan gran com la viscuda en l'època soviètica, però tampoc se'ls pot considerar veritables democràcies. La regió ha estat relativament estable, amb l'excepció de la Guerra Civil del Tadjikistan, que va tenir lloc del 1992 al 1997. El 2005 es va expulsar pacíficament al president del Kirguizstan, Askar Akaiev, durant la Revolució de les Tulipes i un esclat de violència a l'Andijan, Uzbekistan, en què van morir diversos centenars de persones.

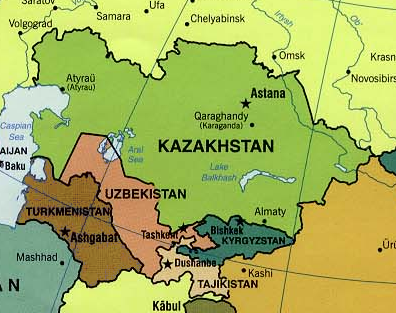
Els estats independents de l'Àsia central amb les fronteres dissenyades pels líders soviètics.

La major part de la població de la regió es va mostrar indiferent davant del col·lapse de la Unió Soviètica. D'entre la població local, havia grans percentatges de russos, especialment al Kazakhstan (aproximadament el 40%) i Taixkent, Uzbekistan, que no tenien cap interès en la independència. Els ajuts del Kremlin havien estat fonamentals en les economies de l'Àsia central, on cada república rebia grans transferències monetàries de Moscou. En aquest context la independència va estar impulsada per nacionalistes, en la seva major part intel·lectuals locals. Encara que Mongòlia mai va formar part de la Unió Soviètica, va seguir un camí similar. No va abandonar el comunisme fins al 1996, però va tenir grans problemes econòmics després de la caiguda del bloc soviètic.
Els èxits econòmics de la regió des de la independència presenten grans contrastos. L'Àsia central disposa d'una de les majors reserves de recursos del món, però tenen grans dificultats per transportar. Atès que està més lluny de la mar que cap altra part en el món, i les seves fronteres septentrionals romanden tancades durant dècades, les rutes principals del comerç travessen Rússia. En conseqüència, Rússia exerceix més influència en la regió que en cap altra antiga república soviètica.
Però també hi ha altres potències interessades a l'Àsia central. Poc després de la independència dels estats centreasiàtics, tant Turquia com l'Iran, que històricament han tingut molta relació amb la regió, han tractat de reforçar els seus llaços. Un altre actor important en l'Àsia central moderna és l'Aràbia Saudita, que ha pagat el ressorgiment de l'Islam a la regió. Olcott remarca que poc després de la independència, l'Aràbia Saudita va enviar massivament exemplars de l'Alcorà i va destinar fons a reparar un nombre considerable de mesquites. S'estima que només al Tadjikistan es van construir o restaurar 500 mesquites amb els diners saudites. Els líders del partit comunista, en el passat ateus, s'han convertit en la seva majoria a l'islam. També s'han format petits grups d'islamistes en altres països, encara que l'islam radical té poca tradició a la regió, les societats centreasiàtiques han estat bastant seculars, i els cinc estats tenen bones relacions amb Israel. L'Àsia central allotja a una gran quantitat de jueus, i s'han desenvolupat importants llaços comercials entre els que se'n van anar a Israel després de la independència i els que es van quedar.
La República Popular de la Xina veu la regió com una font essencial de matèries primeres, i la majoria dels països centreasiàtics són membres de l'Organització de Cooperació de Xangai. Això ha afectat Xinjiang i a altres parts de la Xina occidental, on s'han emprès plans per construir noves infraestructures i complexos militars. La Xina centreasiàtica ha estat aïllada de l'auge econòmic xinès, de manera que la regió és considerablement més pobra que la costa xinesa.
Un important llegat de l'època soviètica és l'enorme destrucció ecològica que ha patit la zona. El fet més notable és la dessecació del Mar d'Aral. Durant l'era soviètica, es va decidir reemplaçar els cultius de melons i altres verdures pel cultiu de cotó, que requeria molta més aigua. Amb aquestes intencions es van emprendre esforços massius per irrigar el sòl, que consumia un percentatge considerable de l'aigua que rebia el Mar d'Aral anualment. A més, es van usar grans extensions del Kazakhstan per proves nuclears, i es van quedar grans quantitats de mines i fàbriques abandonades.
Especialment després de la retirada de tropes estatunidenques del territori afgà, els governs de la regió han utilitzat l'islamisme extremista de grups com ISIS i l'Al-Qaeda per a enllaçar l'islamisme amb el terrorisme per a assegurar el manteniment de l'statu quo que els beneficia. Aquesta estratègia serveix per mentir als altres estats i l'opinió pública i demanar ajuda a la Federació Russa, estenent la falsedat que l'islamisme radical supose una amenaça. Amb aquestes mentides encobreix els actes de repressió. Així, aquests governs han acusat amb poca o gens evidència a líders i grups musulmans.